# Средневолжский станкостроительный завод
ОАО «Средневолжский станкостроительный завод» — российский производитель различных типов токарных станков: универсальных токарно-винторезных (в том числе с минипрограммным управлением), токарных патронно-центровых с ЧПУ, а также специальных (автоматы специальные токарные и автоматические линии, станки токарно-затыловочные, полуавтоматы резьботокарные). Находится в Самаре.

## История завода

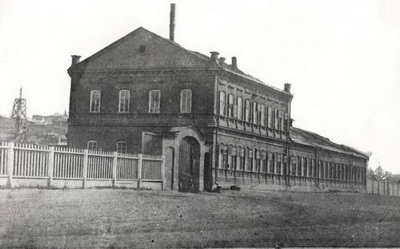
Механический завод Бенке-Журавлева (Самара)

### ДоОктябрьской революции
Бывший механик Готхард Карлович Бенке (1836—9.10.1900) с Руссо в 1873 году привёз в Самару купленное в Чёрном затоне оборудование из ремонтных мастерских разорившегося в 1872 году пароходного общества «Нептунъ», и на пустыре напротив Струковского сада организовал частную механическую мастерскую с 50 рабочими. Она с 1876 года официально считалась механическим заводом «Бенке и К°». Сначала завод изготавливал плуги, сеялки, косилки, паровые молотилки, мельничное оборудование. Эта продукция уже в первые годы работы была отмечена большой серебряной медалью министерства госимущества. Медалью Казанского отделения императорского Русского технического общества завод был поощрен за выпуск паровой машины и станка для обработки древесины.
Завод находился на Дворянской улице, в 71-м квартале (угол современных улиц Куйбышева и Красноармейской), на земле, приобретённой у В. И. Чарыкова. Завод перебивался случайными заказами, а в 1877 году и вовсе сгорел дотла, но Александр Иванович Вернер помог восстановить предприятие после пожара. Заказов было много, производство на заводе в 1881 году достигло оборота в 170000 рублей в год, на предприятии работало до 180 человек, а стоимость заводского имущества составляла 168000 р. Потому с 1881 года для укрепления оборотов предприятия Бенке начал организовывать товарищество, в которое предложил войти крупнейшим самарским купцам-миллионщикам.
29 декабря 1881 года проект «Товарищества…» был одобрен самарским губернатором Александром Дмитриевичем Свербеевым. В товарищество, организованное по Высочайшему разрешению от 18 октября 1882 года, вошли все авторы проекта устава и самарский купец Фёдор Гаврилович Углов. Бенке и сам участвовал на паях в товариществе, которое действовало в 1882—1886 гг. Во главе «Товарищества…» встало Правление (директора: Бенке, купцы Константин Иванович Курлин и Фёдор Гаврилович Углов). В Ревизионную комиссию вошли купцы Иван Львович Санин, Георгий Иванович Курлин и Антон Николаевич Шихобалов. Бенке сохранял лидирующие позиции в управлении предприятием, оставаясь и кассиром «Товарищества…». С 1882 по 1884 год стоимость ежегодной продукции возросла на 600000 рублей серебром, а количество рабочих увеличилось до 250 человек.
По всей вероятности, под влиянием Павла Михайловича Журавлёва (отца А. П. Курлиной), младшего брата рыбинского Журавлёва, завод стал менять профиль, обратясь к судостроению. 13 мая 1885 года состоялись торжества по случаю спуска на воду первого парохода, получившего название «Первый». На них присутствовали самарский губернатор Александр Дмитриевич Свербеев, именитые граждане, духовенство и, разумеется, сам хозяин парохода — купец Фёдор Гаврилович Углов. «Самарские губернские ведомости» рассказали об этом событии:
Всё устройство парохода и машины, хотя и уступает в чистоте заграничным работам, замечательно своей прочностью. Видно, что строители тщательно составили чертежи и выполнили заказ вполне добросовестно и умно, несмотря на незначительное время на постройку (пароход заказан в январе нынешнего года. Пароход буксирный, отапливается нефтью и стоит 45.000 руб.).

На ходу пароход очень устойчив, не заметно малейшего сотрясения, чрезвычайно легко и свободно повинуется рулю, так что можно положительно сказать, что начало этого нового дела в Самаре вышло очень удачным. Событие это для Самары имеет немаловажное значение. Нужно ожидать, что примеру Ф. Г. Углова последуют и другие коммерсанты, и вот в Самаре новая отрасль промышленности, новые заработки и новые предприятия. Дай Бог успеха хорошему начинанию и дай Бог, чтобы благие начинания, выраженные в застольных тостах за завтраком, оправдались на деле.
21 января 1888 года медно-чугунно-литейный завод Бенке и К° перешел в собственность коммерции советника Павла Михайловича Журавлева.

### В советское время
В декабре 1923 года ряд ремонтных и механических мастерских Самары вошёл в состав завода, и он стал именоваться механическим.
В конце января 1926 года на заводе впервые началось производство металлорежущих станков.
В 1937 году завод окончательно перешёл на выпуск станков и по решению Правительственной комиссии официально введен в число действующих станкостроительных предприятий. В том же году завод вышел победителем всесоюзного соревнования по отрасли.
В первые же месяцы Великой Отечественной войны завод освоил выпуск модификации станка СП-162ВУ для нужд фронта.
В октябре 1943 года Указом Президиума Верховного Совета СССР Средневолжский станкостроительный завод награждён орденом Трудового Красного знамени.
В 1960 году на заводе был освоен выпуск первого в стране токарно-винторезного станка особо высокой точности модели 1В616. Этому станку одному из первых в стране присвоен государственный Знак качества. Это было первое изделие в Куйбышевской области, удостоенное такой высокой оценки.
В октябре 1964 года на заводе был изготовлен 100-тысячный станок.
Средневолжский станкостроительный завод постоянно участвовал во Выставках достижений народного хозяйства СССР. За создание высокопроизводительных станков, отвечающих современным требованиям науки и техники, завод десять раз награждался почётными дипломами, а многие его работники — золотыми, серебряными и бронзовыми медалями ВДНХ.
В 1951 году завод впервые начал выпускать станки для экспорта. В 1956 году было отправлено в различные зарубежные страны 439 станков, а в 1969 году число станков на экспорт удвоилось.
В 1976 году «за большой вклад в создание нового высокоэффективного оборудования, за достигнутые трудовые успехи в выполнении плановых заданий и социалистических обязательств и в связи со 100-летием» завод награждён орденом Октябрьской Революции.

### Современная история
В настоящее время завод выпускает токарные станки прецизионных классов точности под торговой маркой Samat.
Завод утратил землю на ул. Красноармейской по решению областного арбитражного суда, располагается на территории посёлка Шмидта (Запанской).

## Санкции
1 мая 2024 года, из-за российского вторжения в Украину, «Средневолжский станкостроительный завод» включён в блокирующий санкционный список США против военно-промышленной базы России.